# Sonar passivo

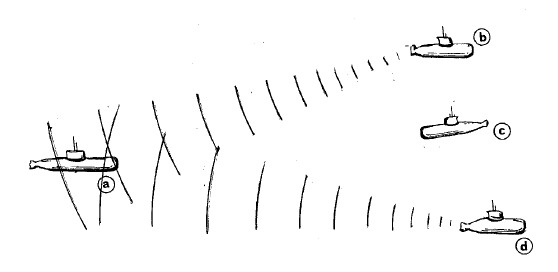
Scoperta dei bersagli con sonar passivo: il sottomarino a) localizza i due bersagli b), d), che generano rumore, non è in grado di rivelare la presenza del sottomarino c) dato che questo non emette rumore

## Descrizione
Il sonar passivo è un localizzatore subacqueo che esegue la scoperta dei bersagli rivelando il loro rumore irradiato in mare.

### Caratteristiche dei bersagli rilevate dal sonar
Le caratteristiche dei bersagli dedotte dal localizzatore passivo sono:
- La posizione angolare rispetto al Nord[3]
- La traiettoria
- La misura della quota
- La misura della distanza[4]
- Altri particolari dati operativi

### Sequenza operativa del sonar
La sequenza operativa del sonar passivo raccoglie tute le operazioni e/o gli eventi che si sviluppano nel localizzatore ed in mare dall'inizio dell'attività di ricerca dei bersagli alla scoperta e visualizzazione delle loro tracce:
- Nel localizzatore ed in mare: Valutazioni delle condizioni ambientali (tracciamento dei raggi acustici e calcoli di previsione della portata)[5]
- Nel localizzatore ed in mare: Trasduzione dei segnali acustici ricevuti con la base idrofonica in segnali elettrici.
- Soltanto in mare: Si affrontano i problemi dovuti al rumore del mare
- Soltanto in mare: Si cerca di discriminare angolarmente tra i bersagli
- Soltanto nel localizzatore: Elaborazione dati e visualizzazione delle tracce dei bersagli

### Sistema di ricezione segnali
Il sistema dì ricezione dei segnali acustici di un sonar passivo è, a grandi linee, costituito da un gruppo di basi idrofoniche e da una complessa struttura di elaborazione dati che ne riceve i segnali elettrici.
Basi idrofoniche

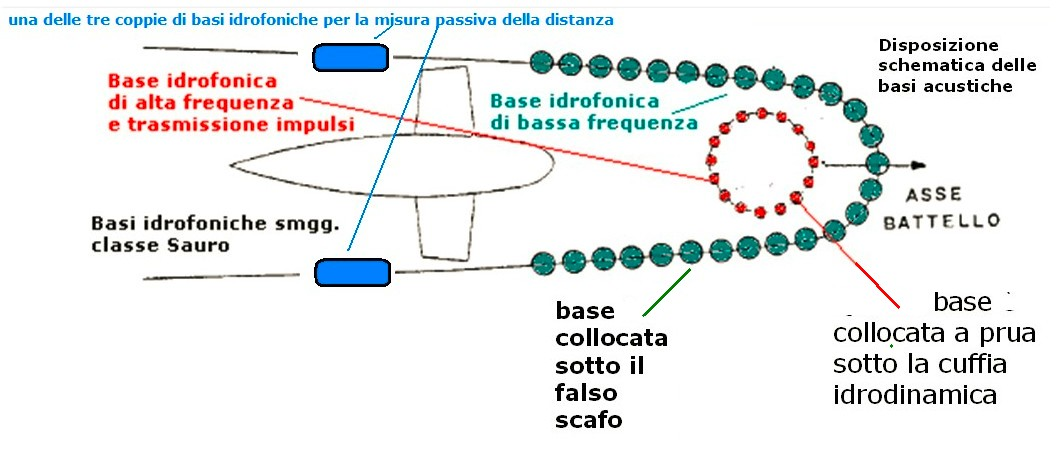
Insieme delle basi idrofoniche asservite al sonar passivo

Le basi idrofoniche possono essere di tipo circolare o conforme, quest'ultima è collocata lungo il profilo di prua del sottomarino.
Hanno il compito di trasdurre le pressioni acustiche generate dai bersagli in deboli tensioni elettriche da inviare al sistema ricevente del sonar passivo
Cofano elaborazione dati

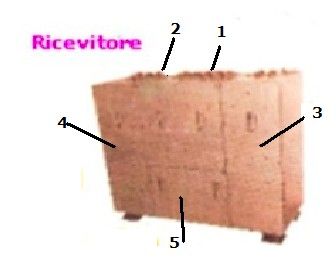
Cofano per la ricezione e l'elaborazione dei segnali idrofonici:
- 1-2 Preamplificatori con connettori di collegamento con la base idrofonica
- 3-4 Ricevitori a a fasci preformati Bf, Af
- 5-Sistema di rilevamento angolare di precisione della posizione dei bersagli

Il cofano di elaborazione dati è composto dalle sezioni funzionali:
- Preamplificatori e connettori di collegamento con la base idrofonica, amplificano in modo selettivo i segnali idrofonici generati dalla base.[6]
- Ricevitori a fasci preformati Bf, Af, generano un insieme di fasci acustici per la scoperta dei bersagli per tutto l'arco dell'orizzonte
- Sistema di rilevamento angolare di precisione della posizione dei bersagli, è indirizzato sulla scorta delle indicazioni fornite dai fasci preformati.

### Elaborazione segnali dei bersagli

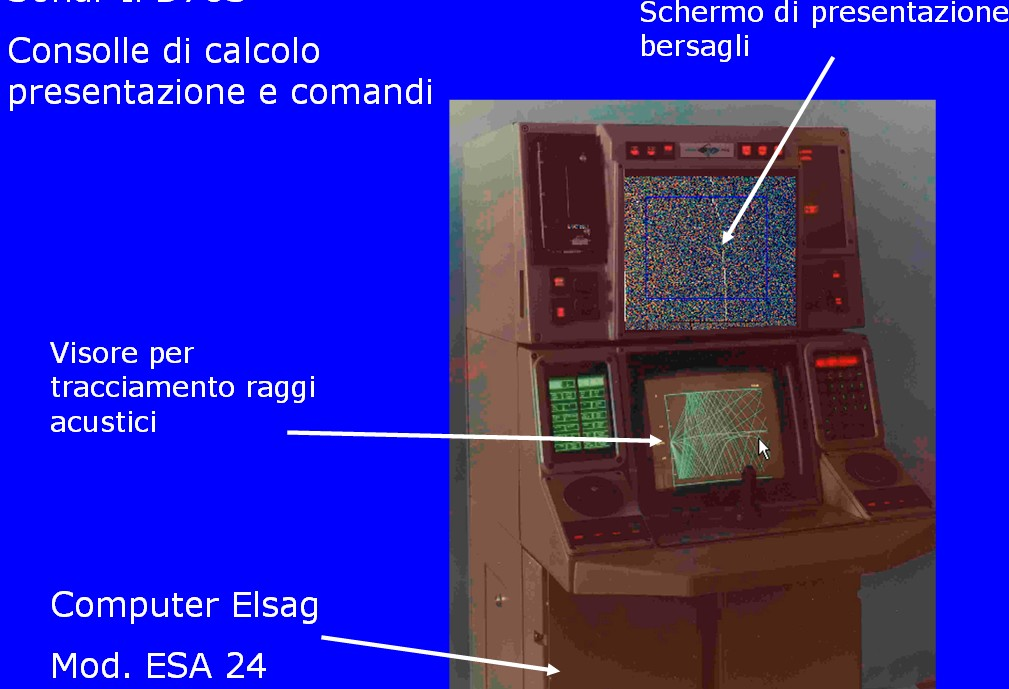
Consolle di calcolo e presentazione delle tracce dei bersagli

L'elaborazione dei segnali acustici dovuti ai bersagli è affidata ad un complesso sistema di rivelazione dati governato ed interfacciato con la consolle di comando e controllo.
Le molteplici funzioni esplicate dalla consolle sono:
- Presentazione a cascata[7] dello scenario subacqueo per la funzione passiva, lo schermo video dedicato per tale compito è nella parte alta della consolle.
- Presentazione in coordinate cartesiane dei diagrammi relativi ai calcoli del percorso dei raggi acustici in mare[8]; lo schermo dedicato è nella parte inferiore della consolle.
- Presentazione video della funzione RLI[9].
- Comando a mezzo volantino della punteria manuale; presentazione del valore angolare connesso con il rilevamento dei bersagli.

## Condizioni ambientali
Il funzionamento del localizzatore è subordinato alle condizioni ambientali riscontrabili in mare; per la conoscenza dell'ambiente nei momenti operativi sono utilizzate diverse procedure e valutazioni.

### Tracciamento raggi acustici

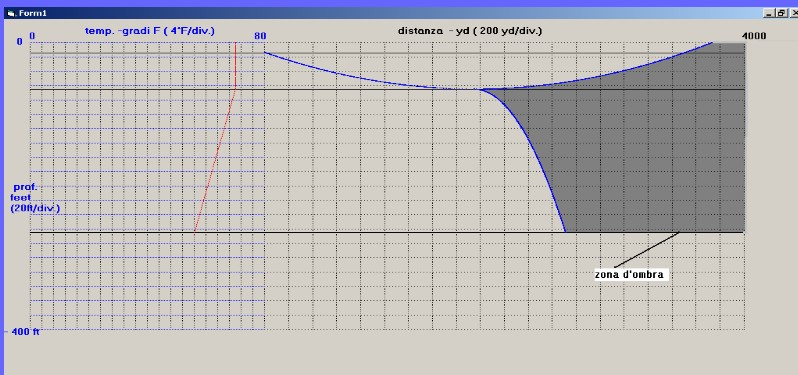
Uno dei molteplici casi della formazione della zona d'ombra: un bersaglio che si trovasse nella zona grigia non sarebbe scoperto dal sonar di un sottomarino al di fuori di tale zona

Dall'andamento delle traiettorie dei raggi acustici in mare, legate alle variazioni delle temperature dell'acqua, dipendono le capacità di scoperta dei sonar passivi.
Come attività propedeutica alla scoperta dei bersagli con il sonar passivo è necessario il computo ed il tracciamento grafico delle traiettorie dei raggi acustici in mare per individuarne le zone d'ombra.
Le diverse situazioni che si possono verificare a seguito dei molteplici andamenti delle traiettorie dei raggi acustici si estendono dall'impossibilità di qualsiasi rilevamento sonar, nelle zone d'ombra, alle capacità di scoperta dei bersagli a distanze eccezionali nei casi di canalizzazione del suono.

### Calcolo portate di scoperta
Il calcolo delle portate di scoperta è un dato indicativo delle probabili distanze coperte dal localizzatore passivo.
Il computo dipende da diverse variabili, sia caratteristiche fisiche del sonar, sia rilevate o desunte al momento come, ad esempio, il rumore del mare.

### Computo livelli acustici in gioco
Il livello dei segnali acustici {\displaystyle Sr} ricevuti dalle basi idrofoniche è dipendente dall'intensità del rumore emesso dal bersaglio e dalla sua distanza dal sonar; un valore d'esempio, tra gli innumerevoli possibili:
- bersaglio: cacciatorpediniere a {\displaystyle 10} nodi
- distanza: {\displaystyle 10\ km}
- frequenza d'ascolto:  {\displaystyle 10\ kHz}

{\displaystyle Sr=24\ dB/\mu Pa/Hz}

### Valutazione rumore del mare

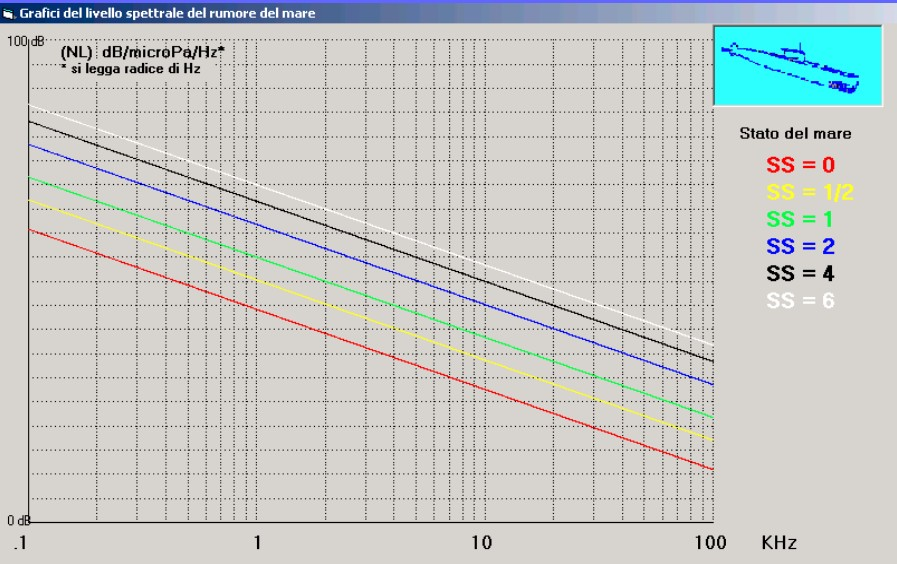
Diagrammi dello stato del mare

Il rumore del mare è il fenomeno fisico più penalizzante nelle azioni di scoperta dei bersagli con il sonar passivo.
Le curve relative al rumore del mare,
indicano come varia la pressione acustica generata dal moto ondoso del mare in funzione dei due parametri fondamentali che caratterizzano la fisica del fenomeno:
- Lo stato del mare, indicato con la sigla SS (sigla inglese per Sea State)[14]
- La frequenza delle vibrazioni acustiche

La portata funzione del rumore

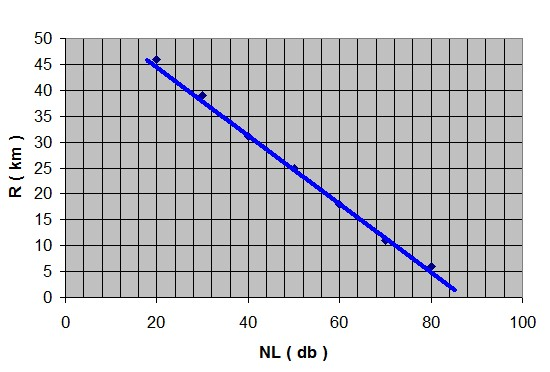
Portata R in km in funzione del valore di NL in dB

La portata di scoperta di un sonar passivo indica in generale la probabile distanza alla quale questo può scoprire un bersaglio. La portata di scoperta non è un dato certo ma una previsione a carattere probabilistico che dipende dal rumore del mare {\displaystyle NL} (sigla inglese per Noise Level)
Il calcolo della portata massima per propagazione sferico-cilindrica  per il sonar passivo si ottiene dalla soluzione del seguente sistema di equazioni in {\displaystyle R}:
L'espressione logaritmica per il calcolo della portata di scoperta è mostrata nel sistema:
{\displaystyle {\begin{cases}TL=60+20\cdot \log _{10}{R}+\alpha \cdot R\\TL=SL+DI-NL-DT+20\cdot \log _{10}{\sqrt {BW}}\end{cases}}}
Assunti i valori delle variabili che compaiono nel sistema con dati reali, {\displaystyle NL} escluso, si calcola la curva che mostra come la portata {\displaystyle R} vari da {\displaystyle 46\ km\ per\ NL=20\ dB} a {\displaystyle R=6\ km\ per\ NL=80\ dB}